# راکی (فیلم ۱۹۸۱)
«راکی» (انگلیسی: Rocky) یک فیلم به کارگردانی سونیل دات است که در سال ۱۹۸۱ منتشر شد. از بازیگران آن می‌توان به سانجی دات و تیان آمبانی اشاره کرد.